# Gerrit Jan Wilbrink
Gerrit Jan Wilbrink (Barneveld, 15 augustus 1834 - Lunteren, 19 september 1907) was notaris te Lunteren.
Gerrit Jan Wilbrink was de zoon van Gerritje Brouwer (1792-1864) en Willem Wilbrink (1798-1859).
Wilbrink trouwde op 18 april 1867 met Marianne Gerharda Henriëtta van den Ham. Marianne van den Ham werd geboren op 18 december 1837 te Haaksbergen. Ze overleed op 17 mei 1913 te Lunteren. Gerrit Jan Wilbrink en Marianne kregen vijf kinderen: Willem (1868-1891), Anna (1871-1954), Gerharda (1875-1962), Wouterus (1878; overleden na drie dagen) en Wouterus (1879-1955).
Wilbrink was van 1860 tot zijn overlijden in 1907, dat wil zeggen gedurende 47 jaar, lid van de gemeenteraad van Ede. Van 1901 tot 1907 was hij ook wethouder.
Wilbrink was van 1884 tot 1895 notaris in Lunteren. Hij volgde Johan van den Ham op, en werd zelf opgevolgd door Rutgerus Dinger, die tot 1946 in functie bleef.